# Liste des impôts et taxes français
Pour un article plus général, voir Fiscalité française.
Il n'existe pas de décompte officiel publié du système fiscal français permettant d'alimenter le budget de l'État, des collectivités locales et de la sécurité sociale, ou des tiers. Un décompte précis de leur nombre est difficile et reste d'ailleurs contestable, car il est fréquemment possible de considérer qu'une contribution n'est qu'une variante d'un autre impôt existant (exemple : la contribution de la Caisse des dépôts et consignations représentative de l'impôt sur les sociétés), ou inversement qu'un même impôt recouvre en fait plusieurs contributions différentes (exemple : la Contribution sociale généralisée levée au profit de plusieurs organismes sur différentes assiettes supportant différents taux).
Jusqu'en 2013 le Rapport sur les prélèvements obligatoires et leur évolution (remplacé depuis par le rapport économique, social et financier, plus succinct en la matière) comportait une liste de plus de 150 contributions (avec leur chiffrage), dont des « Droits divers », « Autres taxes », « Autres droits », etc. recouvrant un nombre indéterminé d'impôts et taxes. En 2013, le ministère des Finances recense 180 impôts, sans compter certaines petites taxes affectées à des agences publiques. Se focalisant sur les taxes à faible rendement (seuil arbitraire fixé à 150 millions d'euros), l'Inspection générale des finances dans un rapport de 2014 en recense 192. En 2015, selon la fondation libérale IFRAP, la France compte 360 taxes et impôts ; pour la même année, le président de la commission des Finances à l'Assemblée nationale Gilles Carrez (Les Républicains) estime ce nombre à un millier.
En 2019, la Cour des comptes recommande l'établissement et la mise à jour par l'administration française d'un inventaire annuel exhaustif des impôts et taxes à faible rendement.

## Taxes européennes
| No | Nom de la taxe                                                                                   | Article | Code / Loi | Recettes (M€) | Création |
| -- | ------------------------------------------------------------------------------------------------ | ------- | --- | ------------- | -------- |
| 1  | Droits agricoles                                                                                 |         | | 179,7         | 1962     |
| 2  | Droits de douane                                                                                 |         | | 1605,3        | 1970     |
| 3  | Taxe à la production sur le quota de sucre, le quota d'isoglucose et le quota de sirop d'inuline |         | Règlement (CE) no 318/2006 du Conseil du 20 février 2006 portant organisation commune des marchés dans le secteur du sucre, art. 16. | 306,4         | 1970     |

## Taxes nationales et locales
| No  | Nom de la taxe | Article                                                                         | Code / Loi                                                 | Affectataire | Recettes (M€) | Création |
| --- | --- | ------------------------------------------------------------------------------- | ---------------------------------------------------------- | --- | ------------- | -------- |
| 1   | Cotisation assise sur le montant total des honoraires facturés par les commissaires aux comptes lorsqu'ils certifient les comptes ou les informations en matière de durabilité                                                         | L820-11                                                                         | Code de commerce                                           | H2A | ?             | 2017     |
| 2   | Participation des employeurs à l'effort de construction (TPS-PEEC) | L313-1 L313-2 L313-3 L313-4 L313-5 L313-6                                       | CCH                                                        | Action Logement CCI                                                                                                 | ?             | 1943     |
| 3   | Cotisation HLM et SEM | L435-1                                                                          | CCH                                                        | |               |          |
| 4   | Cotisation versée par les organismes HLM et les SEM | L452-4                                                                          | CCH                                                        | |               |          |
| 5   | Cotisation additionnelle versée par les organismes HLM et les SEM | L452-4-1                                                                        | CCH                                                        | |               |          |
| 6   | Redevance pour la rémunération pour copie privée | L311-1                                                                          | CPI                                                        | | 197           | 1985     |
| 7   | Taxe de protection des obtentions végétales | L623-16                                                                         | CPI                                                        | CPVO | 1,0           | 1970     |
| 8   | Redevance perçue sur formalités de l'Institut national de la propriété industrielle | R411-17                                                                         | CPI                                                        | INPI |               |          |
| 9   | Contribution sur les abondements des employeurs aux plans d'épargne pour la retraite collectifs | L137-5                                                                          | CSS                                                        | FSV | 5,3           | 2001     |
| 10  | Contribution sur les avantages de préretraite d'entreprise | L137-10                                                                         | CSS                                                        | |               |          |
| 11  | Contribution sur les régimes de retraite conditionnant la constitution de droits à prestations à l'achèvement de la carrière du bénéficiaire dans l'entreprise                                                                         | L137-11                                                                         | CSS                                                        | |               |          |
| 12  | Contribution sur les indemnités de mise à la retraite | L137-12                                                                         | CSS                                                        | CNAVTS | 39,0          | 2007     |
| 13  | Contributions patronales et salariales sur les attributions d'options (stock-options) de souscription ou d'achat des actions et sur les attributions gratuites                                                                         | L137-13 et L137-14                                                              | CSS                                                        | |               |          |
| 14  | Forfait social | L137-15 à L137-17                                                               | CSS                                                        | |               |          |
| 15  | Contribution salariale sur les carried-interests | L137-18                                                                         | CSS                                                        | Régime obligatoire d'assurance maladie                                                                              | 2,0           | 2010     |
| 16  | Contribution vente en gros | L138-1                                                                          | CSS                                                        | | 265           | 1991     |
| 17  | contributions taux « Lv/Lh » | L138-10                                                                         | CSS                                                        | CNAMTS |               | 1999     |
| 18  | Contribution sur les dépenses de promotion des médicaments | L245-1                                                                          | CSS                                                        | CNAMTS | 25,0          | 2005     |
| 19  | contribution sur le chiffre d'affaires | L245-6                                                                          | CSS                                                        | |               |          |
| 20  | Cotisation spéciale sur les boissons alcooliques | L245-7                                                                          | CSS                                                        | CCMSA | 700           | 1983     |
| 21  | Droits de plaidoirie | L723-3                                                                          | CSS                                                        | CNBF | 9,8           | 1921     |
| 22  | Cotisations des employeurs au FNAL | L834-1                                                                          | CSS                                                        | FNAL |               |          |
| 23  | Fraction de Taxe de solidarité additionnelle | L862-4                                                                          | CSS                                                        | |               |          |
| 24  | Contribution sociale de solidarité des sociétés (C3S) | D651-1 à D651-20 à D651-20                                                      | CSS                                                        | |               | 1992     |
| 25  | Droit départemental de passage sur les ouvrages d'art reliant le continent aux îles maritimes | L173-3                                                                          | Code de la voirie routière                                 | Départements | 1,0           | 1995     |
| 26  | Contribution additionnelle de solidarité pour l'autonomie (CASA) | L14-10-4                                                                        | CASF                                                       | |               | 2013     |
| 27  | Contribution à la vie étudiante et de campus | L841-5                                                                          | Code de l'éducation                                        | Crous |               | 2018     |
| 28  | Redevance proportionnelle sur l'énergie hydraulique | L523-1 et L523-2                                                                | Code de l'énergie                                          | Départements, Communes                                                                                              | 0,9           | 1919     |
| 29  | Droit de visa de régularisation, taxe de renouvellement du titre de séjour, taxe applicable aux documents de circulation pour étrangers mineurs et taxe perçue à l'occasion de la délivrance du premier titre de séjour                | L311-13                                                                         | CESEDA                                                     | |               |          |
| 30  | Contribution forfaitaire représentative des frais de réacheminement | L626-1                                                                          | CESEDA                                                     | |               |          |
| 31  | Redevance perçue à l'occasion de l'introduction des familles étrangères en France | R421-29                                                                         | CESEDA                                                     | |               |          |
| 32  | Redevance pour pollution de l'eau d'origine non domestique | L213-10-1 à L213-10-4                                                           | Code de l'environnement                                    | Agence de l'eau | 107,0         | 2006     |
| 33  | Redevances pour pollutions diffuses | L213-10-8                                                                       | Code de l'environnement                                    | Agences de l'eau ONEMA                                                                                              | 107           | 1964     |
| 34  | Redevance pour stockage d'eau en période d'étiage | L213-10-10                                                                      | Code de l'environnement                                    | Agences de l'eau | 1,3           | 2006     |
| 35  | Redevance pour protection du milieu aquatique | L213-10-12                                                                      | Code de l'environnement                                    | Agences de l'eau | 8,5           | 1941     |
| 36  | Redevances de l'eau dans les départements d'outre-mer | L213-14                                                                         | Code de l'environnement                                    | Offices de l'eau (dans les DOM)                                                                                     | 2,0           | 2006     |
| 37  | Redevance pour délivrance initiale du permis de chasse | R423-11                                                                         | Code de l'environnement                                    | |               |          |
| 38  | Redevances cynégétiques | L423-12                                                                         | Code de l'environnement                                    | |               |          |
| 39  | Redevance de mise sur le marché des substances actives biocides | L522-5                                                                          | Code de l'environnement                                    | Agence nationale de sécurité sanitaire de l'alimentation, de l'environnement et du travail                          |               |          |
| 40  | Participation pour voirie et réseaux | L332-11-1                                                                       | Code de l'urbanisme                                        | Communes |               | 2000     |
| 41  | Redevance pour création de bureaux ou de locaux de recherche en région Ile-de-France | L520-1 à 11                                                                     | Code de l'urbanisme                                        | Ile-de-France | 124,5         | 1960     |
| 42  | Fraction des produits annuels de la vente de biens confisqués | 706-163                                                                         | CPP                                                        | |               |          |
| 43  | Contributions au Fonds de garantie des assurances obligatoires de dommages (FGAO) | L421-4                                                                          | Code des assurances                                        | FGAO |               | 1951     |
| 44  | Contribution au Fonds de garantie des victimes des actes de terrorisme et d'autres infractions | L422-1 et suivants                                                              | Code des assurances                                        | FGTI |               | 1986     |
| 45  | Contribution au fonds de garantie des dommages consécutifs à des actes de prévention, de diagnostic ou de soins dispensés par des professionnels de santé                                                                              | L426-1                                                                          | Code des assurances                                        | FAPDS | 0,9           | 2011     |
| 46  | Prélèvement "assurance frontière" automobile | R211-24                                                                         | Code des assurances                                        | État | 0,0           | 2007     |
| 47  | Droit de francisation et de navigation en Corse, Droit de passeport en Corse | 222 à 226 et 238 à 240                                                          | Code des douanes                                           | Collectivité territoriale de Corse                                                                                  | 3,0           | 1994     |
| 48  | Droit de francisation et de navigation | 223 à 226 et 238 à 240                                                          | Code des douanes                                           | CELRL | 39,2          | 1967     |
| 49  | Droit de passeport | 237 et suivants                                                                 | Code des douanes                                           | État | 2,2           | 1967     |
| 50  | Taxe intérieure de consommation sur les produits énergétiques (TICPE) | 265                                                                             | Code des douanes                                           | État | 24500         | 1928     |
| 51  | Contribution au service public de l'électricité (CSPE) | 266 quinquies C                                                                 | Code des douanes                                           | |               | 2003     |
| 52  | Taxe générale sur les activités polluantes - matériaux d'extraction | 266 sexies à quindecies                                                         | Code des douanes                                           | État ADEME | 72,5          | 1999     |
| 53  | Taxe générale sur les activités polluantes - émissions polluantes | 266 sexies à quindecies                                                         | Code des douanes                                           | État ADEME | 21,6          | 1998     |
| 54  | Taxe générale sur les activités polluantes - installations classées | 266 sexies à quindecies                                                         | Code des douanes                                           | État ADEME | 25,0          | 1999     |
| 55  | Taxe intérieure sur les houilles, les lignites et les cokes (TICHLC) | 266 quinquies B                                                                 | Code des douanes                                           | État | 7,6           | 2006     |
| 56  | Taxe générale sur les activités polluantes - lessives | 266 sexies à quindecies                                                         | Code des douanes                                           | État ADEME | 44,4          | 1999     |
| 57  | Taxe générale sur les activités polluantes (TGAP) | 266 sexies                                                                      | Code des douanes                                           | |               | 2000     |
| 58  | Taxe spéciale sur certains véhicules routiers | 284 bis à 284 sexies bis                                                        | Code des douanes                                           | |               |          |
| 59  | Taxe due par les entreprises de transport public aérien et maritime (Outre-Mer) | 285 ter                                                                         | Code des douanes                                           | Collectivités territoriales de l'outre-mer                                                                          | 9,4           | 1994     |
| 60  | Taxe sur les passagers maritimes embarqués à destination d'espaces naturels protégés | 285 quater                                                                      | Code des douanes                                           | Personne publique assurant la gestion de l'espace naturel protégé concerné ou la commune d'implantation de l'espace | 2,6           | 1995     |
| 61  | Redevance relative aux contrôles renforcés à l'importation des denrées alimentaires d'origine non animale | 285 quinquies                                                                   | Code des douanes                                           | État | 3,4           | 1998     |
| 62  | Redevance relative aux contrôles renforcés à l'importation des denrées alimentaires d'origine non animale | 285 octies                                                                      | Code des douanes                                           | État | 0,0           | 2011     |
| 63  | Redevances d'usage des fréquences radioélectriques (part ANFR) | L41-2                                                                           | CPCE                                                       | État | 15,8          | 1993     |
| 64  | Droit dû par les entreprises ferroviaires pour l'autorité de régulation des activités ferroviaires | L1261-20                                                                        | Code des transports                                        | |               |          |
| 65  | Droit de sécurité | L2221-6                                                                         | Code des transports                                        | Établissement public de sécurité ferroviaire                                                                        | 16,8          | 2006     |
| 66  | Taxe sur les titulaires d'ouvrages hydroélectriques concédés | L4316-3                                                                         | Code des transports                                        | |               |          |
| 67  | Péage plaisance | L4412-1                                                                         | Code des transports                                        | |               |          |
| 68  | Taxe sur le prix des entrées aux séances organisées par les exploitants d'établissements de spectacles cinématographiques | L115-1 à L115-5 et L115-16 à L115-25                                            | CCIA                                                       | |               |          |
| 69  | Cotisations (normale et supplémentaire) des entreprises cinématographiques | L115-14 et 15                                                                   | CCIA                                                       | |               |          |
| 70  | Redevance d'archéologie préventive | L524-1 et suivants                                                              | Code du patrimoine                                         | INRAP | 77,0          | 2001     |
| 71  | Redevances perçues pour la surveillance des établissements de jeux, hippodromes et cynodromes | R331-31                                                                         | Code du sport                                              | État | 0,0           | <1979    |
| 72  | Contribution des employeurs à l'association pour la gestion du régime d'assurance des créances des salariés | L143-11-6                                                                       | Code du travail                                            | |               |          |
| 73  | Contribution annuelle au fonds de développement pour l'insertion professionnelle des handicapés | L5212-1, L5212-10, L5214-1                                                      | Code du travail                                            | Fonds de développement pour l'insertion professionnelle des handicapés                                              |               |          |
| 74  | Participation des entreprises de moins de 10 salariés au développement de la formation professionnelle continue [0,55 % des rémunérations] (contrats et périodes de professionnalisation -DIF; Plan de formation; hors CIF-CDD         | L6331-2                                                                         | Code du travail                                            | |               |          |
| 75  | PEFPC : Participation des entreprises de 10 salariés et plus au développement de la formation professionnelle continue [1,05 % des rémunérations] (contrats et périodes de professionnalisation -DIF; Plan de formation; hors CIF-CDD) | L6331-9                                                                         | Code du travail                                            | |               |          |
| 76  | Participation au financement de la formation des professions non salariées (hors artisanat, agriculture et pêche) | L6331-48                                                                        | Code du travail                                            | Fonds d'assurance formation (FAF) des professions concernées                                                        | 58,0          | 1991     |
| 77  | Participation au financement de la formation des travailleurs indépendants et des employeurs de la pêche maritime ou des cultures marines                                                                                              | L6331-53                                                                        | Code du travail                                            | AGEFOS-PME | 0,4           | 1997     |
| 78  | Participation au financement de la formation des professions non salariées dans le domaine agricole | L6331-53                                                                        | Code du travail                                            | Fonds pour la formation des entrepreneurs du vivant (VIVEA)                                                         | 49,0          | 1991     |
| 79  | Participation au financement des congés individuels de formation des salariés sous contrats à durée déterminée CIF-CDD | L6322-37                                                                        | Code du travail                                            | |               |          |
| 80  | Contribution spéciale versée par les employeurs des étrangers sans autorisation de travail | L8253-1                                                                         | Code du travail                                            | |               |          |
| 81  | Prélèvement sur les contrats d'assurance-vie en déshérence | L1126-1                                                                         | CGPPP                                                      | |               |          |
| 82  | Taxe dans le domaine funéraire | L2223-22                                                                        | CGCT                                                       | Communes | 5,0           | 1806     |
| 83  | Taxe locale sur la publicité extérieure (TLPE) | L2333-6 à L2333-15                                                              | CGCT                                                       | Communes | 153           | 2009     |
| 84  | Taxe sur les remontées mécaniques | L2333-49 à L2333-53 et L3333-4 à L3333-7                                        | CGCT                                                       | Département Communes                                                                                                | 54,0          | 1968     |
| 85  | Versement transport | L2333-67                                                                        | CGCT                                                       | |               |          |
| 86  | Taxe sur les activités commerciales non salariés à durée saisonnière | L2333-88                                                                        | CGCT                                                       | Communes |               | 2000     |
| 87  | Taxe sur les activités commerciales saisonnières non salariées (TACDS) | L2333-88 à 2333-91                                                              | CGCT                                                       | Communes |               | 2000     |
| 88  | Taxe sur les déchets réceptionnés dans une installation de stockage ou un incinérateur de déchets ménagers | L2333-92 à L2333-96                                                             | CGCT                                                       | Communes | 18,9          | 2005     |
| 89  | Taxe additionnelle départementale à la taxe de séjour | L3333-1                                                                         | CGCT                                                       | Département | 9,0           | 1927     |
| 90  | Droits assimilés au droit d'octroi de mer sur les rhums et spiritueux à base d'alcool de cru | L4434-1                                                                         | CGCT                                                       | Collectivités territoriales de l'outre-mer                                                                          | 5,1           | 1963     |
| 91  | Impôt sur le revenu (IR) | 1 A                                                                             | CGI                                                        | | 74000         | 1916     |
| 92  | Taxe sur les métaux précieux, les bijoux, les objets d'art, de collection et d'antiquité | 150 VI à VM                                                                     | CGI                                                        | État | 96,7          | 1976     |
| 93  | Impôt sur les revenus de capitaux mobiliers (IRCM) | 117 quater                                                                      | CGI                                                        | |               |          |
| 94  | Impôt sur les sociétés (IS) | 206                                                                             | CGI                                                        | | 36200         | 1948     |
| 95  | Taxe sur les salaires | 231                                                                             | CGI                                                        | |               |          |
| 96  | Taxe annuelle sur les locaux à usage de bureaux, les locaux commerciaux, les locaux de stockage et les surfaces de stationnement perçue dans certains départements (IF-AUT-50)                                                         | 231 ter                                                                         | CGI                                                        | |               |          |
| 97  | Taxe annuelle sur les logements vacants (IF-AUT-60) | 232                                                                             | CGI                                                        | |               | 1998     |
| 98  | contribution sur les revenus locatifs (CRL) | 234 nonies                                                                      | CGI                                                        | État | 0,2           | 2000     |
| 99  | Taxe sur les excédents de provisions des entreprises d'assurances de dommages | 235 ter X                                                                       | CGI                                                        | État | 114,6         | 1983     |
| 100 | Taxe sur les ordres annulés dans le cadre d'opération à haute fréquence | 235 ter ZD bis                                                                  | CGI                                                        | État | 0,1           | 2012     |
| 101 | Taxe sur les contrats d'échange sur défaut d'un État | 235 ter ZD ter                                                                  | CGI                                                        | État | 0,6           | 2012     |
| 102 | Taxe sur la valeur ajoutée (TVA) | 256 A                                                                           | CGI                                                        | État | 141200        | 1954     |
| 103 | Taxe sur les services numériques | 299                                                                             | CGI                                                        | État | 350           | 2019     |
| 104 | Taxe de solidarité sur les billets d'avion (dite taxe Unitaid ou taxe Chirac) | 302 bis K                                                                       | CGI                                                        | Fonds de solidarité pour le développement + budget annexe contrôle et exploitation aériens (BACEA) de la DGAC       | 161,99        | 2006     |
| 105 | Taxe de l'aviation civile (TAC) | 302 bis K                                                                       | CGI                                                        | DGAC | 401           | 1999     |
| 106 | Taxe sur certaines dépenses de publicité | 302 bis MA                                                                      | CGI                                                        | |               |          |
| 107 | Taxe sur le chiffre d'affaires des exploitants agricoles | 302 bis MB                                                                      | CGI                                                        | État | 138,2         | 1947     |
| 108 | Redevance sanitaire d'abattage | 302 bis N à 302 bis R                                                           | CGI                                                        | État | 48,0          | 1989     |
| 109 | Redevance sanitaire de découpage | 302 bis S à 302 bis W                                                           | CGI                                                        | État | 48,1          | 1989     |
| 110 | Redevance sanitaire de transformation des produits de la pêche et de l'aquaculture | 302 bis WA                                                                      | CGI                                                        | État | 0,3           | 1998     |
| 111 | Redevance sanitaire de transformation des produits de la pêche et de l'aquaculture | 302 bis WB                                                                      | CGI                                                        | État | 0,1           | 1998     |
| 112 | Redevance sanitaire pour le contrôle de certaines substances et de leurs résidus | 302 bis WC                                                                      | CGI                                                        | État | 0,8           | 1998     |
| 113 | Redevance pour l'agrément des établissements du secteur de l'alimentation animale | 302 bis WD                                                                      | CGI                                                        | État | 0,0           | 2009     |
| 114 | Taxe due par les concessionnaires d'autoroutes | 302 bis ZB                                                                      | CGI                                                        | |               |          |
| 115 | Contribution sur la cession à un service de télévision des droits de diffusion de manifestations ou de compétitions sportives | 302 bis ZE                                                                      | CGI                                                        | | 43            | 1999     |
| 116 | Prélèvements sur les jeux et paris | 302 bis ZH                                                                      | CGI                                                        | État | 115,3         | 2010     |
| 117 | Fraction du Prélèvement sur les mises de jeux de cercle en ligne affectée aux communes dans le ressort territorial desquelles sont ouverts au public un ou plusieurs casinos                                                           | 302 bis ZI                                                                      | CGI                                                        | |               |          |
| 118 | Fraction du Prélèvement sur les paris hippiques affectée aux EPCI sur le territoire desquels sont ouverts au public un ou plusieurs hippodromes                                                                                        | 302 bis ZG                                                                      | CGI                                                        | |               |          |
| 119 | Droit de consommation sur les produits intermédiaires | 402 bis                                                                         | CGI                                                        | CCMSA | 104,7         | 1945     |
| 120 | Droits de consommation sur les alcools | 403                                                                             | CGI                                                        | |               |          |
| 121 | Droit de circulation sur les vins, cidres, poirés et hydromels | 438                                                                             | CGI                                                        | CCMSA | 122,2         | 1945     |
| 122 | Droit sur les bières et les boissons non alcoolisées | 520 A                                                                           | CGI                                                        | |               |          |
| 123 | Droit de consommation sur les tabacs manufacturés | 575 à 575 E                                                                     | CGI                                                        | |               |          |
| 124 | Mutations à titre onéreux de fonds de commerce | 719                                                                             | CGI                                                        | |               |          |
| 125 | Droits de succession | 758 et suivants                                                                 | CGI                                                        | |               |          |
| 126 | Droit fixe pour l'établissement d'un contrat de mariage | 847                                                                             | CGI                                                        | État | 4,5           |          |
| 127 | Fraction des droits de timbre sur les passeports sécurisés | 953                                                                             | CGI                                                        | |               |          |
| 128 | Droit de timbre sur les demandes de naturalisation, les demandes de réintégration dans la nationalité française et les déclarations d'acquisition de la nationalité en raison du mariage                                               | 958                                                                             | CGI                                                        | |               |          |
| 129 | Impôt sur la fortune immobilière (PAT-IFI) | 964                                                                             | CGI                                                        | | 5043          | 1982     |
| 130 | Taxe spéciale sur les conventions d'assurances | 991 et suivants                                                                 | CGI                                                        | |               | 1944     |
| 131 | Majoration de la taxe sur les assurances de protection juridique au profit Conseil national des barreaux | 1001                                                                            | CGI                                                        | |               |          |
| 132 | Taxe sur les véhicules de sociétés (TVS) | 1010                                                                            | CGI                                                        | |               |          |
| 133 | Taxe sur les véhicules de tourisme les plus polluants | 1010 bis                                                                        | CGI                                                        | |               |          |
| 134 | Malus (ou « écopastille ») | 1011 bis                                                                        | CGI                                                        | |               |          |
| 135 | Malus annuel | 1011 ter                                                                        | CGI                                                        | |               |          |
| 136 | Taxe foncière sur les propriétés bâties (IF-TFB) | 1380 à 1391 E                                                                   | CGI                                                        | | 27285         |          |
| 137 | Taxe foncière sur les propriétés non bâties (IF-TFNB) | 1393 à 1398 A                                                                   | CGI                                                        | | 980           |          |
| 138 | Taxe d'habitation (IF-TH) | 1407 à 1417                                                                     | CGI                                                        | | 19352         |          |
| 139 | Taxe d'habitation sur les logements vacants | 1407 'bis'                                                                      | CGI                                                        | |               | 2007     |
| 140 | Cotisation foncière des entreprises (IF-CFE) | 1447-0                                                                          | CGI                                                        | | 21872         |          |
| 141 | Redevances communale et départementale des mines (TFP-MINES) | 1519 et 1587                                                                    | CGI                                                        | Département Commune                                                                                                 | 23,4          | 1919     |
| 142 | Imposition forfaitaire sur les pylônes (TFP-PYL) | 1519 A                                                                          | CGI                                                        | Communes, EPCI | 343,4         | 1980     |
| 143 | Taxe sur les éoliennes maritimes (TFP-TEM) | 1519 B                                                                          | CGI                                                        | Communes | 0             | 2005     |
| 144 | Imposition forfaitaire sur les éoliennes et les hydroliennes | 1519 D                                                                          | CGI                                                        | Département, EPCI, Commune                                                                                          | 44,9          | 2010     |
| 145 | Imposition forfaitaire sur les centrales de production d'énergie électrique d'origine photovoltaïque ou hydraulique | 1519 F                                                                          | CGI                                                        | Communes, EPCI, départements                                                                                        | 75,9          | 2010     |
| 146 | Imposition forfaitaire sur les réseaux de gaz naturel et canalisations d'hydrocarbures | 1519 HA                                                                         | CGI                                                        | Communes, EPCI, départements                                                                                        | 38,5          | 2010     |
| 147 | Redevances sur la production d'électricité au moyen de la géothermie | 1519 J et 1599 quinquies C                                                      | CGI                                                        | Communes et régions                                                                                                 | 0             | 2017     |
| 148 | Taxe additionnelle à la taxe foncière sur les propriétés non bâties (IF-AUT-80) | 1519 I                                                                          | CGI                                                        | |               |          |
| 149 | Taxe d'enlèvement des ordures ménagères (IF-AUT-90)) | 1520 à 1526                                                                     | CGI                                                        | | 6087          |          |
| 150 | Taxe de balayage | 1528                                                                            | CGI                                                        | Communes | 108,9         | 1873     |
| 151 | Taxe forfaitaire sur la cession à titre onéreux des terrains nus qui ont été rendus constructibles du fait de leur classement | 1529                                                                            | CGI                                                        | Communes | 54,0          | 2006     |
| 152 | Taxe pour la gestion des milieux aquatiques et la prévention des inondations | 1530 bis                                                                        | CGI                                                        | |               |          |
| 153 | Taxe sur les friches commerciales (IF-AUT-110) | 1530                                                                            | CGI                                                        | Communes |               | 2006     |
| 154 | Impôt sur les cercles et maisons de jeux | 1559 à 1566                                                                     | CGI                                                        | Communes | 34,5          | 1941     |
| 155 | Surtaxe sur les eaux minérales | 1582                                                                            | CGI                                                        | |               |          |
| 156 | Taxe perçue au profit des communes de Saint-Martin et Saint-Barthélemy | 1585 I                                                                          | CGI                                                        | |               |          |
| 157 | Taxe sur l'exploration d'hydrocarbures (TFP-TEH) | 1590                                                                            | CGI                                                        | Départements | 0,8           | 2017     |
| 158 | Taxe de publicité foncière | 1594                                                                            | CGI                                                        | |               |          |
| 159 | Droits départementaux d'enregistrement sur les mutations à titreonéreux d'immeubles | 1594 A                                                                          | CGI                                                        | |               |          |
| 160 | Taxe départementale additionnelle aux droits d'enregistrement ou à la taxe de publicité foncière exigible sur les mutations à titre onéreux                                                                                            | 1595                                                                            | CGI                                                        | Départements | 99,8          | 1798     |
| 161 | Taxe d'apprentissage | 1599 ter A                                                                      | CGI                                                        | | 2000          | 1925     |
| 162 | Imposition forfaitaire sur le matériel roulant circulant sur le réseau de transport ferroviaire et guidé géré par la RATP -IFER-STIF RATP                                                                                              | 1599 quater A bis                                                               | CGI                                                        | |               |          |
| 163 | Taxe annuelle sur les surfaces de stationnement | 1599 quater C                                                                   | CGI                                                        | Île-de-France |               | 2015     |
| 164 | Taxe additionnelle spéciale annuelle au profit de la région Île-de-France (TASA) | 1599 quater D                                                                   | CGI                                                        | Île-de-France |               | 2015     |
| 165 | Taxe perçue pour la région de Guyane (TFP-GUF) | 1599 quinquies B                                                                | CGI                                                        | Collectivités territoriales de l'outre-mer                                                                          | 0,4           | 2008     |
| 166 | Taxe sur les permis de conduire | 1599 terdecies et 1599 quaterdecies                                             | CGI                                                        | |               |          |
| 167 | Taxe régionale sur les certificats d'immatriculation des véhicules | 1599 quindecies à 1599 novodecies A                                             | CGI                                                        | |               |          |
| 168 | Taxe due par les entreprises de transport public aérien et maritime (Corse) | 1599 vicies                                                                     | CGI                                                        | Collectivité territoriale de Corse                                                                                  | 47,4          | 1991     |
| 169 | Taxe pour frais de chambres de commerce et d'industrie (IF-AUT-10) | 1600                                                                            | CGI                                                        | |               |          |
| 170 | Contribution sociale généralisée (CSG) | 1600-0 C                                                                        | CGI                                                        | | 99000         | 1991     |
| 171 | Prélèvement social sur les revenus du patrimoine et les produits de placements | 1600-0 F                                                                        | CGI                                                        | |               |          |
| 172 | Contribution pour le remboursement de la dette sociale (CRDS) | 1600-0 G                                                                        | CGI                                                        | Caisse d'amortissement de la dette sociale                                                                          | 6150          | 1996     |
| 173 | Prélèvement de solidarité de 2 % sur les revenus du patrimoine et les produits de placements | 1600-0 S                                                                        | CGI                                                        | |               |          |
| 174 | Taxe pour frais de chambres de métiers et de l'artisanat (IF-AUT-20) | 1601                                                                            | CGI                                                        | |               |          |
| 175 | Contribution au fonds d'assurance formation des chefs d'entreprise inscrite au répertoire des métiers | 1601 B                                                                          | CGI                                                        | FAF | 58,0          | 1982     |
| 176 | Taxe pour frais de chambres d'agriculture (IF-AUT-30) | 1604                                                                            | CGI                                                        | |               |          |
| 177 | Taxe sur la cession à titre onéreux de terrains nus devenus constructibles; perçue au profit de l'agence de services et de paiement | 1605 nonies                                                                     | CGI                                                        | ASP | 11,0          | 2010     |
| 178 | Contribution à l'audiovisuel public due par les professionnels (TFP-CAP) | 1605                                                                            | CGI                                                        | | 3500          | 1933     |
| 179 | Taxe spéciale d'équipement | 1607 bis, 1607 ter                                                              | CGI                                                        | EPF | 350,0         | 1991     |
| 180 | Taxe spéciale d'équipement au profit de l'EPF de Normandie | 1608                                                                            | CGI                                                        | EPF de Normandie | 13,0          | 1968     |
| 181 | Redevance sur les paris hippiques en ligne perçue au profit des sociétés de courses | 1609 tertricies                                                                 | CGI                                                        | État | 61            | 2014     |
| 182 | Taxe sur les nuisances sonores aériennes | 1609 quatervicies A                                                             | CGI                                                        | Certains exploitants d'aérodromes                                                                                   | 57,0          | 1992     |
| 183 | Contribution des autoentrepreneurs au financement des actions de formation des chambres de métiers et d'artisanat | 1609 quatervicies B                                                             | CGI                                                        | Chambres de métiers et d'artisanat                                                                                  | 2,0           | 2010     |
| 184 | Contribution des autoentrepreneurs au fonds d'assurance formation des chefs d'entreprise artisanale | 1609 quatervicies B                                                             | CGI                                                        | Fonds d'assurance formation des chefs d'entreprise artisanale (FAFCEA                                               | 3,0           | 2010     |
| 185 | Taxe sur la diffusion en vidéo physique et en ligne de contenus audiovisuels | 1609 sexdecies B                                                                | CGI                                                        | CNC | 30,95         | 1993     |
| 186 | Contribution supplémentaire à l'apprentissage - versements aux CFA | 1609 quinvicies                                                                 | CGI                                                        | |               |          |
| 187 | Taxe pour le développement de la formation professionnelle dans les métiers de la réparation automobile, du cycle et du motocycle | 1609 sexvicies                                                                  | CGI                                                        | ANFA | 32,0          | 1968     |
| 188 | Prélèvements sur les jeux de loterie et les paris sportifs perçus au profit du Centre national pour le développement du sport | 1609 tricies                                                                    | CGI                                                        | CNDS | 35,9          | 2010     |
| 189 | Taxe spéciale d'équipement au profit de l'EPF de Guyane et de Mayotte | 1609 B                                                                          | CGI                                                        | EPF de Guyane et de Mayotte                                                                                         | 2,0           | 1994     |
| 190 | Taxe spéciale d'équipement au profit de la Société du Grand Paris | 1609 G                                                                          | CGI                                                        | SGP | 117,0         | 2010     |
| 191 | Taxe spéciale d'équipement au profit de l'EPF de Lorraine |                                                                                 | CGI                                                        | EPF de Lorraine | 23,0          | 1973     |
| 192 | Taxe spéciale d'équipement au profit de l'EPF de PACA |                                                                                 | CGI                                                        | EPF de PACA | 50,0          | 2001     |
| 193 | Taxe sur les boissons prémix | 1613 bis                                                                        | CGI                                                        | CNAMTS | 2,3           | 1996     |
| 194 | Contribution perçue sur les boissons et préparations liquides destinées à la consommation humaine contenant des édulcorants de synthèse et ne contenant pas de sucres ajoutés                                                          | 1613 quater                                                                     | CGI                                                        | CNAMTS | 58,4          | 2011     |
| 195 | Droit de timbre pour la délivrance du permis de conduire en cas de perte ou de vol | 1618 ter                                                                        | CGI                                                        | |               |          |
| 196 | Taxes à percevoir pour l'alimentation du fonds commun des accidents du travail agricole | 1622                                                                            | CGI                                                        | FCATA | 17,3          | 1957     |
| 197 | Fraction des droits de timbre sur les cartes nationales d'identité | 1628 bis                                                                        | CGI                                                        | |               |          |
| 198 | Taxe pour la gestion des certificats d'immatriculation des véhicules | 1628-0 bis                                                                      | CGI                                                        | ANTS | 42,0          | 2009     |
| 199 | Contributions additionnelles aux primes ou cotisations afférentes à certaines conventions d'assurance | 1635 bis A et AA                                                                | CGI                                                        | |               |          |
| 200 | Contribution au Fonds de prévention des risques naturels majeurs (FPRNM, dit « fonds Barnier ») | 1635 bis AD                                                                     | CGI                                                        | FPRNM |               | 1995     |
| 201 | Droits perçus au profit de la Caisse nationale de l'assurance maladie des travailleurs salariés (CNAMTS) en matière de produits de santé, taxe annuelle due par les laboratoires de biologie médicale                                  | 1635 bis AE à AH                                                                | CGI                                                        | |               |          |
| 202 | Taxe destinée à financer le développement de la formation professionnelle dans les transports routiers | 1635 bis M                                                                      | CGI                                                        | AFT-IFTIM | 65,0          | 1968     |
| 203 | Droit d'examen du permis de chasse | 1635 bis N                                                                      | CGI                                                        | |               |          |
| 204 | Droits affectés au fonds d'indemnisation de la profession d'avoués près les cours d'appel | 1635 bis P                                                                      | CGI                                                        | Fonds d'indemnisation de la profession d'avoués près des cours d'appel                                              | 16,0          | 2011     |
| 205 | Imposition forfaitaire sur les entreprises de réseaux (TFP-IFER) | 1635-0 quinquies                                                                | CGI                                                        | | 1337          | 2010     |
| 206 | Taxe communale sur la consommation finale d'électricité (TCFE) | L2333-2                                                                         | CGI                                                        | État | 61,9          | 2010     |
| 207 | Taxe départementale des espaces naturels sensibles (TDENS) | R142-1                                                                          | CGI                                                        | |               |          |
| 208 | Redevance d'exploitation de substances non énergétiques sur le plateau continental ou dans la zone économique exclusive | L132-15-1                                                                       | Code minier                                                | AFB |               |          |
| 209 | Redevance due par les titulaires de titres d'exploitation de mines d'hydrocarbures liquides ou gazeux | L132-16                                                                         | Code minier                                                | État Caisse autonome nationale de sécurité sociale dans les mines                                                   | 3,1           | 1956     |
| 210 | Redevance due par les titulaires de titres d'exploitation de mines d'hydrocarbures liquides ou gazeux au large de Saint-Pierre-et-Miquelon                                                                                             | L652-2                                                                          | Code minier                                                | Saint-Pierre-et-Miquelon                                                                                            |               | 1999     |
| 211 | Contribution pour frais de contrôle ACPR | L612-20                                                                         | Code monétaire et financier                                | |               |          |
| 212 | Droits et contributions pour frais de contrôle | L621-5-3                                                                        | Code monétaire et financier                                | |               |          |
| 213 | Redevance pour contrôle vétérinaire à l'expédition | L236-2                                                                          | Code rural et de la pêche maritime                         | FranceAgriMer |               | <2000    |
| 214 | Redevance relative aux contrôles renforcés à l'importation des denrées alimentaires d'origine non animale | L251-17                                                                         | Code rural et de la pêche maritime                         | État | 1,1           | 1998     |
| 215 | Contribution des exploitants agricoles et des conchyliculteurs au Fonds national de gestion des risques en agriculture | L361-2                                                                          | Code rural et de la pêche maritime                         | FNGRA | 102,0         | 1993     |
| 216 | Droit sur les produits bénéficiant d'une appellation d’origine, d'une indication géographique ou d'un label rouge | L642-13                                                                         | Code rural et de la pêche maritime                         | INAO | 7             | 1935     |
| 217 | Participation au financement de la formation des professions non salariées dans le domaine agricole | L718-2-1                                                                        | Code rural et de la pêche maritime                         | Vivea |               |          |
| 218 | Taxe additionnelle à la taxe sur les installations nucléaires de base - stockage | 43 de la loi n°99-1172                                                          | Loi de finances 2000                                       | Communes, départements et EPCI proches de centres de stockage de déchets radioactifs                                | 2,4           | 2009     |
| 219 | Taxe additionnelle à la taxe sur les installations nucléaires de base - Diffusion technologique | 43 de la loi n°99-1172                                                          | Loi de finances2000                                        | Groupements d'intérêt public "Objectif Meuse" et "Haute-Marne"                                                      | 20,0          | 2006     |
| 220 | Taxe additionnelle à la taxe sur les installations nucléaires de base - Accompagnement | 43 de la loi n°99-1172                                                          | Loi de finances 2000                                       | Groupements d'intérêt public "Objectif Meuse" et "Haute-Marne"                                                      | 39,0          | 2006     |
| 221 | Taxe pour le développement des industries de l'ameublement ainsi que les industries du bois | 71 de la loi n° 2003-1312                                                       | Loi de finances rectificative 2003                         | CODIFAB + Institut Technologique FCBA + CETIM                                                                       | 14,9          | 1971     |
| 222 | Taxe pour le développement des industries du cuir, de la maroquinerie, de la ganterie et de la chaussure | 71 de la loi n° 2003-1312                                                       | Loi de finances rectificative 2003                         | CTC (Cuir, Chaussure, Maroquinerie)                                                                                 | 12,5          | 1978     |
| 223 | Taxe pour le développement des industries de l'habillement | 71 de la loi n° 2003-1312                                                       | Loi de finances rectificative 2003                         | DEFI Comité de développement et de promotion de l'habillement                                                       | 10,0          | 1963     |
| 224 | Taxe pour le développement des industries de la mécanique, de la construction métallique, des matériels etc. | 71 de la loi n° 2003-1312                                                       | Loi de finances rectificative 2003                         | CETIM + CTDEC + CTICM + CETIAT + Institut de Soudure                                                                | 70,2          | 1961     |
| 225 | Taxe pour le développement des industries de l'horlogerie, bijouterie, joaillerie et orfèvrerie ainsi que des arts de la table (taxe HBJOAT)                                                                                           | 71-C de la loi n°2003-1312 du 30 décembre 2003                                  | Loi de finances rectificative 2003                         | Francéclat | 13,2          | 1963     |
| 226 | Taxe pour le développement des industries des matériaux de construction regroupant les industries du béton, de la terre cuite et des roches ornementales et de construction                                                            | 71-F de la loi n°2003-1312 du 30 décembre 2003                                  | Loi de finances rectificative 2003                         | CTMNC + CERIB | 15,9          | 1957     |
| 227 | Taxe pour le développement de l'industrie de la conservation des produits agricoles | 72 de la loi n° 2003-1312                                                       | Loi de finances rectificative 2003                         | CTCPA (conservation produits agricoles)                                                                             | 2,6           | 1950     |
| 228 | Taxe sur les spectacles de variétés | 76 de la loi no 2003-1312                                                       | Loi de finances rectificative 2003                         | Centre national de la musique                                                                                       | 24,0          | 1977     |
| 229 | Taxe sur les spectacles d'art dramatique, lyrique et chorégraphique | 77 de la loi no 2003-1312                                                       | Loi de finances rectificative 2003                         | Association pour le soutien du théâtre privé                                                                        | 5,1           | 1964     |
| 230 | Redevance pour frais d'envoi des certificats d'immatriculation des véhicules | 68 de la loi no 2008-1425 du 27 décembre 2008                                   | Loi de finances2009                                        | |               |          |
| 231 | Fraction affectée du produit du relèvement du tarif de taxe intérieure de consommation sur les produits énergétiques (TICPE) sur le carburant gazole                                                                                   | 36                                                                              | Loi de finances2015                                        | |               |          |
| 232 | Taxe sur les hydrofluorocarbures | LOI n° 2018-1317                                                                | Loi de finances 2019                                       | |               | 2018     |
| 233 | Contribution annuelle au profit de l'Institut de radioprotection et de sûreté nucléaire (IRSN) | 96 de la loi n°2010-1658                                                        | Loi de finances rectificative 2010                         | IRSN | 48,0          | 2010     |
| 234 | Taxe sur les transactions financières (TTF) | 5 de la loi n° 2012-354 du 14 mars 2012                                         | Loi de finances rectificative 2012                         | |               |          |
| 235 | Participation pour le Financement de l'Assainissement Collectif (PFAC) | 30 de la loi n°2012-354 du 14 mars 2012                                         | Loi de finances rectificative 2012                         | |               |          |
| 236 | Contribution spéciale pour la gestion des déchets radioactifs - Conception | 58                                                                              | Loi de finances rectificative 2013                         | |               |          |
| 237 | Participation des concessionnaires de la liaison fixe Trans-Manche au fonctionnement de la commission intergouvernementale et du comité de sécurité chargés de superviser la construction et l'exploitation de l'ouvrage               | 10 et 11                                                                        | Traité de Cantorbéry                                       | Commission intergouvernementale de la liaison Trans-Manche                                                          | 2,5           | 1986     |
| 238 | Redevance proportionnelle sur l'énergie hydraulique | Loi du 16 octobre 1919                                                          |                                                            | |               |          |
| 239 | Taxe pour frais de chambre de métiers de Moselle | Loi n°48-977 du 16 juin 1948                                                    |                                                            | Chambres de métiers et de l'artisanat d'Alsace                                                                      | 7,0           | 1919     |
| 240 | Taxe pour frais de chambre de métiers d'Alsace | Loi n°48-977 du 16 juin 1948                                                    |                                                            | Chambres de métiers et de l'artisanat de Moselle                                                                    | 9,0           | 1919     |
| 241 | Prélèvements sur les bénéfices tirés de la construction immobilière | Article 28-IV de la loi n°63-254 du 15 mars 1963                                |                                                            | | 0,4           | 1963     |
| 242 | Participation des employeurs au financement de la formation professionnelle continue, versée à l'État | 13 de la loi n° 71-575 du 16 juillet 1971                                       |                                                            | |               |          |
| 243 | Taxe sur les surfaces commerciales (TFP-TSC) | Loi no 72-657 du 13 juillet 1972                                                |                                                            | | 609           |          |
| 244 | Taxe additionnelle à la taxe sur les surfaces commerciales (TFP-TASC) |                                                                                 |                                                            | |               |          |
| 245 | Taxe exceptionnelle sur la réserve de capitalisation des entreprises d'assurance (TFP-ASSUR) |                                                                                 |                                                            | |               |          |
| 246 | Taxe au profit du fonds de soutien aux collectivités territoriales ayant contracté des produits structurés dits "emprunts toxiques" (TFP-TFSCT)                                                                                        |                                                                                 |                                                            | |               |          |
| 247 | Cotisation obligatoire | 12-2 de la loi no 84-53 du 26 janvier 1984                                      |                                                            | |               |          |
| 248 | Cotisation obligatoire | 22 de la loi no 84-53 du 26 janvier 1984                                        |                                                            | |               |          |
| 249 | Taxe professionnelle de la Poste et de France Telecom | Loi no 90-568 du 2 juillet 1990                                                 |                                                            | |               |          |
| 250 | Fraction du produit des successions en déshérence | 7 de la loi no 96-590 du 2 juillet 1996                                         |                                                            | |               |          |
| 251 | Droit d'octroi de mer et droit d'octroi de mer régional | loi no 2004-639 du 2 juillet 2004                                               |                                                            | |               |          |
| 252 | Contribution tarifaire d'acheminement (CTA) | 18 de la loi n° 2004-803 du 9 août 2004                                         |                                                            | CNIEG |               | 2004     |
| 253 | Contributions versées par la SNCF au titre des frais de surveillance et de contrôle des chemins de fer | Décret n°81-1222 du 30 décembre 1981 / Arrêté du 19 janvier 1987                |                                                            | État |               | 1981     |
| 254 | Redevance versée par Réseau ferré de France au titre des frais de surveillance et de contrôle | Décret n°81-1222 du 30 décembre 1981 modifié. Arrêté du 9 décembre 1999         |                                                            | État |               | 1981     |
| 255 | Contributions des employeurs de main d'œuvre étrangère pour l'OMI | Décret n°2004-872 du 25 août 2004                                               |                                                            | |               |          |
| 256 | Contribution des employeurs publics au fonds pour l'insertion des personnes handicapées dans la fonction publique | Loi no 2005-102 du 11 février 2005                                              |                                                            | Fonds pour l'insertion des personnes handicapées dans la fonction publique (FIPHFP)                                 |               |          |
| 257 | Cotisation au profit des caisses d'assurances d'accidents agricoles d'Alsace-Moselle | 242                                                                             | Code des impôts directs et taxes assimilées (départements) | Caisses d'Assurances d'Accidents Agricoles d'Alsace-Moselle (CAAA)                                                  | 12,0          | 1912     |
| 258 | Droits d'apport des sociétés |                                                                                 |                                                            | |               |          |
| 259 | Droits de donations |                                                                                 |                                                            | |               |          |
| 260 | Mutations à titre onéreux de créances, rentes, prix d'offices |                                                                                 |                                                            | |               |          |
| 261 | Contributions au Fonds national de l'emploi (FNE) |                                                                                 |                                                            | |               |          |
| 262 | Retenue à la source sur certains bénéfices non commerciaux et de l'impôt sur le revenu |                                                                                 |                                                            | |               |          |
| 263 | Contribution des institutions financières |                                                                                 |                                                            | |               |          |
| 264 | Cotisations aux fonds de garantie des salaires (AGS et AGCC) |                                                                                 |                                                            | |               |          |
| 265 | Redevance d'usage des fréquences radioélectriques |                                                                                 |                                                            | |               |          |
| 266 | Redevances lors du lancement de certains matériels aéronautiques |                                                                                 |                                                            | |               |          |
| 267 | Taxe grossiste répartiteurs |                                                                                 |                                                            | |               |          |
| 268 | Taxe sur les stations et liaisons radio privées |                                                                                 |                                                            | |               |          |
| 269 | Taxe additionnelle aux droits de mutation |                                                                                 |                                                            | |               |          |
| 270 | Impôt sur les spectacles, jeux et divertissements |                                                                                 |                                                            | |               |          |
| 271 | Participation dépassement du COS |                                                                                 |                                                            | |               |          |
| 272 | Taxe locale d'équipement |                                                                                 |                                                            | |               |          |
| 273 | Taxe complémentaire à la TLE (IdF) |                                                                                 |                                                            | |               |          |
| 274 | Taxe de séjour |                                                                                 |                                                            | |               |          |
| 275 | Taxe sur les tabacs (Corse) |                                                                                 |                                                            | |               |          |
| 276 | Octroi de mer |                                                                                 |                                                            | |               |          |
| 277 | Taxe sur le ski de fond | L2333-81                                                                        | CGCT                                                       | Communes | 10            | 1985     |
| 278 | Contribution annuelle des distributeurs d'énergie |                                                                                 |                                                            | |               |          |
| 279 | Fonds d'amortissement des charges d'électrification (FACÉ) |                                                                                 |                                                            | |               |          |
| 280 | Prélèvement sur entreprises pétrolières |                                                                                 |                                                            | |               |          |
| 281 | Taxe sur les fournitures d'électricité |                                                                                 |                                                            | |               |          |
| 282 | Droits de consommation sur les alcools (Corse) |                                                                                 |                                                            | |               |          |
| 283 | Taxe d'assainissement (Agence de l'Eau) |                                                                                 |                                                            | |               |          |
| 283 | Taxe sur les rhums |                                                                                 |                                                            | |               |          |
| 284 | Taxe sur les carburants (DOM) |                                                                                 |                                                            | |               |          |
| 285 | Taxe sur les syndicats d'énergie |                                                                                 |                                                            | |               |          |
| 286 | Redevance pour droit de construire (EPAD) |                                                                                 |                                                            | |               |          |
| 287 | Taxe et prélèvement sur les sommes encaissées par les sociétés de télévision au titre de la redevance, de la diffusion des messages publicitaires et des abonnements                                                                   |                                                                                 |                                                            | CNC | 8,0           | 1946     |
| 288 | Mutation à titre onéreux d'immeubles et droits immobiliers (Droits de mutation) |                                                                                 |                                                            | |               |          |
| 289 | Mutations de jouissance (baux) |                                                                                 |                                                            | |               |          |
| 290 | Fraction des Prélèvements sociaux sur les jeux prévus aux Art L 137-20 à L 137-22 Code de la sécurité sociale | L137-24                                                                         | CSS                                                        | |               |          |
| 291 | Prélèvement sur la participation des employeurs à l'effort de construction | L342-21                                                                         | CCH                                                        | |               |          |
| 292 | Cotisation obligatoire | 116-1 de la loi no 86-33 du 9 janvier 1986                                      |                                                            | |               |          |
| 293 | Taxe fixe due à chaque délivrance de CI (AIS-MOB-10-20-20) |                                                                                 |                                                            | |               |          |
| 294 | Taxe régionale due au titre de la délivrance de CI consécutive d'un changement de propriétaire |                                                                                 |                                                            | |               |          |
| 295 | Taxe sur les véhicules de transport due au titre de la délivrance de CI consécutive à un changement de propriétaire |                                                                                 |                                                            | |               |          |
| 296 | Taxe sur les émissions de dioxyde de carbone |                                                                                 |                                                            | |               |          |
| 297 | Taxe sur la masse en ordre de marche |                                                                                 |                                                            | |               |          |
| 298 | Taxe annuelle sur les émissions de dioxyde de carbone |                                                                                 |                                                            | |               |          |
| 299 | Taxe annuelle sur les émissions de polluants atmosphérique |                                                                                 |                                                            | |               |          |
| 300 | Taxe sur l'affectation des véhicules lourds de transport de marchandises (AIS-MOB-10-30-30) |                                                                                 |                                                            | |               |          |
| 301 | Taxe sur la distance parcourue sur le réseau autoroutier concédé (AIS-MOB-10-40) |                                                                                 |                                                            | |               |          |
| 302 | Taxes sur le transport aérien (AIS-MOB-20) |                                                                                 |                                                            | |               |          |
| 303 | Taxes sur les navigations maritimes et fluviales (AIS-MOB-30) |                                                                                 |                                                            | |               |          |
| 304 | Taxes sur le transport guidé (AIS-MOB-40) |                                                                                 |                                                            | |               |          |
| 305 | Taxe sur l'exploitation des infrastructures de transport de longue distance (AIS-MOB-50) |                                                                                 |                                                            | |               |          |
| 306 | Taxe sur les services de communications électroniques (AIS-CCN-30-10) |                                                                                 |                                                            | |               |          |
| 307 | Taxe sur les services de télévision (AIS-CCN-30-20) |                                                                                 |                                                            | |               |          |
| 308 | Taxe sur les services d'accès à des contenus audiovisuels à la demande (AIS-CCN-30-30) |                                                                                 |                                                            | |               |          |
| 309 | Taxe sur la mise en relation par voie électronique en vue de fournir certaines prestations de transport (AIS-CCN-30-40) | L453-35 L453-36 L453-37 L453-38 L453-39 L453-40 L453-41 L453-42 L453-43 L453-44 | CIBS                                                       | ARPE | 2             | 2021     |
| 310 | Taxe sur certains services numériques (AIS-CCN-30-50) |                                                                                 |                                                            | |               |          |
| 311 | Taxe sur les locations en France de phonogrammes musicaux et de vidéomusiques destinés à l’usage privé du public dans le cadre d’une mise à disposition à la demande sur les réseaux en ligne (AIS-CCN-30-60)                          | 1609 sexdecies C                                                                | CGI                                                        | CNM | 9,3           | 2023     |
| 312 | Cotisation sur la valeur ajoutée des entreprises (CVAE) |                                                                                 |                                                            | |               |          |
| 313 | Prélèvements au profit de l'État (IF-AUT-40) |                                                                                 |                                                            | |               |          |
| 314 | Taxe spéciale complémentaire au profit de la Société du Grand Projet du Sud-Ouest (IF-AUT-150) |                                                                                 |                                                            | |               |          |
| 315 | Taxe spéciale d'équipement au profit des établissements publics fonciers locaux et de l'office foncier de Corse |                                                                                 |                                                            | |               |          |
| 316 | Taxe spéciale d'équipement au profit des établissements publics fonciers de l’État |                                                                                 |                                                            | |               |          |
| 317 | Taxe spéciale d'équipement au profit des établissements publics fonciers et d'aménagement de la Guyane et de Mayotte |                                                                                 |                                                            | |               |          |
| 318 | Taxe spéciale d'équipement au profit de l'agence pour la mise en valeur des espaces urbains de la zone dite des cinquante pas géométriques en Guadeloupe                                                                               |                                                                                 |                                                            | |               |          |
| 319 | Taxe spéciale d'équipement au profit de l'agence pour la mise en valeur des espaces urbains de la zone dite des cinquante pas géométriques en Martinique.                                                                              |                                                                                 |                                                            | |               |          |
| 320 | Taxe spéciale d'équipement au profit de l'établissement public Société des grands projets |                                                                                 |                                                            | |               |          |
| 321 | Taxe spéciale d'équipement au profit de l'établissement public local Société du Grand Projet du Sud-Ouest |                                                                                 |                                                            | |               |          |
| 322 | Taxe additionnelle spéciale annuelle perçue au profit de la région Île-de-France (IF-AUT-130) |                                                                                 |                                                            | |               |          |
| 323 | Taxe annuelle sur les surfaces de stationnement perçue en Île-de-France (IF-AUT-140) |                                                                                 |                                                            | |               |          |
| 324 | Taxe sur la valeur vénale des immeubles des entités juridiques (PAT-TPC) |                                                                                 |                                                            | |               |          |
| 325 | Contribution exceptionnelle sur les hauts revenus (IR-CHR) |                                                                                 |                                                            | |               |          |
| 326 | Taxe additionnelle à l’accise sur les tabacs |                                                                                 |                                                            | |               | 2025     |
| 327 | Participation des employeurs agricoles à l'effort de construction (TPS-PEEC-60) | L716-2 L716-3 L716-4 L716-5                                                     | CCH                                                        | Action Logement CCI                                                                                                 | ?             | 2006     |
| 328 | Cotisation additionnelle assise sur le montant total des honoraires facturés par les commissaires aux comptes lorsqu'ils certifient les comptes ou les informations en matière de durabilité des entités d'intérêt public              | L820-11                                                                         | Code de commerce                                           | H2A | ?             | 2017     |
| 329 | Contribution forfaitaire des commissaires aux comptes exerçant dans les pays tiers | L820-10                                                                         | Code de commerce                                           | H2A | ?             | 2017     |
| 330 | Cotisation assise sur le montant total des honoraires facturés par les organismes tiers indépendants lorsqu'ils certifient les informations en matière de durabilité                                                                   | L820-12                                                                         | Code de commerce                                           | H2A | ?             | 2017     |
| 331 | Cotisation additionnelle assise sur le montant total des honoraires facturés par les organismes tiers indépendants lorsqu'ils certifient les informations en matière de durabilité des entités d'intérêt public                        | L820-11                                                                         | Code de commerce                                           | H2A | ?             | 2017     |

## Taxes supprimées
| No | Nom de la taxe | Article                                       | Code / Loi                         | Affectataire                                                                       | Recettes (M€) | Création         | Suppression      | Supprimée par                |
| -- | --- | --------------------------------------------- | ---------------------------------- | ---------------------------------------------------------------------------------- | ------------- | ---------------- | ---------------- | ---------------------------- |
| 1  | Taxe sur les objets perdus | 962                                           | CGI                                | État                                                                               |               | 1926             | 1959             |                              |
| 2  | Droit de licence des débits de boissons | 162                                           | CGI                                |                                                                                    |               |                  | 1er janvier 2003 | LFI 2003 - Art 27            |
| 3  | Impôt sur les opérations de bourse | 978                                           | CGI                                | État                                                                               | 203           | 1893             | 2008             | LFI 2008 - Art 11            |
| 4  | Taxe de pavage | L2333-62 et L2333-63                          | CGCT                               |                                                                                    | 0,7           | 1807             | 1er janvier 2012 | LFR 2012                     |
| 5  | Taxe spéciale d'équipement du département de la Savoie | 1599-0 B                                      | CGI                                | Savoie                                                                             | 3,8           | 1987             | 1er mars 2012    |                              |
| 6  | Taxe Départementale des Conseils d'Architecture, d'Urbanisme et d'Environnement (TDCAUE)                                                                      | 1599 B                                        | CGI                                |                                                                                    |               |                  | 1er mars 2012    |                              |
| 7  | Taxe sur les allumettes | 586                                           | CGI                                | État                                                                               |               | 1987             | 1er janvier 1999 |                              |
| 8  | Taxe d'abattage | 1609 septvicies                               | CGI                                | FranceAgriMer                                                                      | 84            | 1985             | 1er janvier 2014 | LFI 2014 - Art 47            |
| 9  | Imposition forfaitaire annuelle à la charge des sociétés (IFA)                                                                                                | 223 septies                                   | CGI                                | État                                                                               | 400           | 1973             | 1er janvier 2014 |                              |
| 10 | Participation pour non-réalisation d'aire de stationnement | L332-7-1                                      | Code de l'urbanisme                | Communes                                                                           | 19,0          | 1978             | 30 décembre 2014 | LFR 2014                     |
| 11 | Contribution pour l'aide juridique | 1635 bis Q                                    | CGI                                | Conseil national des barreaux                                                      | 60            |                  | 1er janvier 2014 | LFI 2014 - Art 128           |
| 12 | Taxe sur les appareils automatiques | 613 ter à 613 duodecies                       | CGI                                | Communes                                                                           | 0,5           | 1982             | 1er janvier 2015 | LFI 2015                     |
| 13 | Redevance due par les titulaires de concessions de stockages souterrains d'hydrocarbures                                                                      | L132-9                                        | Code minier                        | État                                                                               | 1.8           | 2003             | 2015             |                              |
| 14 | Taxe affectée au Centre technique interprofessionnel des fruits et légumes                                                                                    | 73 de la loi n° 2003-1312 du 30 décembre 2003 | Loi de finances rectificative 2003 | Centre technique interprofessionnel des fruits et légumes (CTIFL)                  | 17            | 1952             | 2015             | LFI 2015 - Art 31            |
| 15 | Taxe sur les produits cosmétiques | 1600-0 P                                      | CGI                                | Caisse nationale de l'assurance maladie (CNAMTS)                                   | 7             | 2011             | 1er janvier 2016 | LFI 2016 - Art 27            |
| 16 | Taxe sur le produit de la valorisation des terrains nus et des immeubles bâtis (taxe Grenelle)                                                                | Loi no 2010-788 du 12 juillet 2010            |                                    |                                                                                    |               | 2010             |                  | LFI 2015                     |
| 17 | Cotisation de solidarité sur les graines oléagineuses | 564 sexies                                    | CGI                                |                                                                                    | 0             | 1969             | 1er janvier 2015 |                              |
| 18 | Taxe pour la gestion des eaux pluviales urbaines (TGEPU) | L2333-97                                      | CGCT                               | Communes                                                                           | 0,7           | 2006             | 1er janvier 2015 |                              |
| 19 | Droits d'enregistrement sur les mutations à titre onéreux de meubles corporels                                                                                |                                               |                                    |                                                                                    |               |                  | 2015             |                              |
| 20 | Taxes de trottoir et de pavage | L2333-58 à L2333-61                           | CGCT                               | Communes                                                                           | 1,0           | 1845             | 1er janvier 2015 |                              |
| 21 | Contribution aux poinçonnages | 527                                           | CGI                                | État                                                                               | 0,7           | 2002             | 1er janvier 2019 | LFI 2019, Art 26             |
| 22 | Taxe administrative sur les opérateurs de communication électronique                                                                                          | 45, loi no 86-1317                            | Loi de finances 1987               |                                                                                    |               |                  | 2016             | LFI 2016, Art 27             |
| 23 | Taxe sur le produit de la valorisation des terrains et des immeubles bâtis                                                                                    | 1609 nonies F                                 | CGI                                | Agence de financement des infrastructures de transport de France (AFITF)           | 0             |                  | 1er janvier 2015 | LFI 2015 - Art 20            |
| 24 | Taxe sur les manifestations sportives de première et troisième catégories                                                                                     | 1560 et suivants                              | CGI                                | Communes                                                                           | 22            |                  | 1er janvier 2015 | LFI 2015 - Art 21            |
| 25 | Contribution au service public de l'électricité | 121-6 et suivants                             | Code de l'énergie                  |                                                                                    | 6600          |                  | 1er janvier 2016 | LFI 2015 - Art 5             |
| 26 | Contribution sociale à la charge des fournisseurs agréés de tabacs manufacturés                                                                               | L137-27 et suivants                           | CSS                                | Caisse nationale de l'assurance maladie (CNAMTS)                                   | 130           |                  | 30 décembre 2019 | LFSS 2017 - Art 28           |
| 27 | Contribution sur les activités privées de sécurité | 1609 quintricies                              | CGI                                | État                                                                               | 30            | 2011             | 1er janvier 2020 | LFI 2019 - Art 26 (III, 27°) |
| 28 | Taxe sur les boissons énergisantes | 1613 bis A                                    | CGI                                | Caisse nationale de l'assurance maladie (CNAMTS)                                   | 2             | 2013             | 1er janvier 2017 | LFI 2017 - Art 83            |
| 29 | Taxe sur les laboratoires de biologie médicale soumis au contrôle national de qualité                                                                         | 1600-0 R                                      | CGI                                | Caisse nationale de l'assurance maladie (CNAMTS)                                   | 1             | 2000             | 1er janvier 2017 | LFI 2017 - Art 83            |
| 30 | Taxe sur les boues d'épuration urbaines ou industrielles | 302 bis ZF                                    | CGI                                | Fonds de garantie lié à l'épandage des boues d'épuration urbaines ou industrielles | 0,5           | 2006             | 1er janvier 2017 | LFI 2017 - Art 83            |
| 31 | Taxe de risque systémique | 235 ter ZE                                    | CGI                                | État                                                                               | 1026          | 2010             | 1er janvier 2019 | LFI 201 - Art 264            |
| 32 | Droit fixe dû par les opérateurs de jeux ou de paris en ligne                                                                                                 | 1012                                          | CGI                                | État                                                                               | 0,7           | 2010             | 1er janvier 2019 | LFI 2019 - Art 26            |
| 33 | Taxe spécifique pour la Chambre nationale de la batellerie artisanale                                                                                         | L4432-3                                       | Code des transports                | Chambre nationale de la batellerie artisanale (CNBA)                               | 1             | 1984             | 1er juillet 2019 | LFI 2019                     |
| 34 | Taxe sur les bois et plants de vigne | 1606                                          | CGI                                | FranceAgriMer                                                                      | 0,65          | 1968             | 1er janvier 2019 | LFR 2016-1918 - Art 68       |
| 35 | Taxe sur les actes des huissiers de justice | 302 bis Y                                     | CGI                                | État                                                                               | 65            | 1994             | 1er janvier 2021 | LFI 2020 - Art 21            |
| 36 | Droit égal à 10 % du montant maximal du droit fixe pour le financement des chambres de métiers et de l'artisanat                                              | 1601 A                                        | CGI                                | Fonds national de promotion et de communication de l'artisanat (FNPCA)             | 10            |                  | 1er janvier 2018 | LFI 2018 - Art 46            |
| 37 | Taxe sur les plus-values réalisées par les organismes de logement social                                                                                      | L443-14-1                                     | CCH                                | Caisse de garantie du logement locatif social (CGLLS)                              | 70            |                  | 1er janvier 2020 | LFI 2018 - Art 130           |
| 38 | Redevance pour obstacle sur les cours d'eau | L213-10-11                                    | Code de l'environnement            | Agences de l'eau                                                                   | 0,3           | 2006             | 1er janvier 2020 | LFI 2019                     |
| 39 | Taxe sur l'édition des ouvrages de librairie | 1609 undecies                                 | CGI                                | Centre national du livre                                                           | 5             | 1976             | 1er janvier 2019 | LFI 2019, Art 26             |
| 40 | Taxe sur l'ajout de sucre à la vendange | 422                                           | CGI                                | État                                                                               | 1,5           | 1926             | 1er janvier 2019 | LFI 2019, Art 9              |
| 41 | Taxe sur les appareils de reproduction ou d'impression | 1609 undecies                                 | CGI                                | Centre national du livre                                                           | 29,64         | 1976             | 1er janvier 2019 | LFI 2019, Art 26             |
| 42 | Taxe sur les produits de la pêche maritime | 75, loi 2003-1312                             | Loi de finances rectificative 2003 | FranceAgriMer                                                                      | 4,5           | 1991             |                  | LFI 2019 - Art 26            |
| 43 | Taxe annuelle sur les résidences mobiles terrestres | 1013                                          | CGI                                |                                                                                    | 0             | 2006             | 1er octobre 2019 | LFI 2019                     |
| 44 | Taxe annuelle pour la licence radioamateur | 45 de la loi n° 86-1317                       |                                    | ANFR                                                                               | 0,6           | 1987             | 30 décembre 2018 | LFI 2019                     |
| 45 | Droit d'immatriculation des opérateurs et agences de voyages                                                                                                  | L141-3                                        | Code du tourisme                   | Atout France                                                                       | 0,2           | 2009             | 31 décembre 2018 | LFI 2019, Art 9              |
| 46 | Prélèvement sur les numéros surtaxés pour les jeux et concours radiodiffusés et télévisés                                                                     | L137-19                                       | CSS                                | Caisse nationale d'assurance vieillesse (CNAVTS)                                   | 3,0           | 2008             | 31 décembre 2018 | LFI 2019                     |
| 47 | Taxe sur les farines, semoules et gruaux de blé tendre | 1618 septies                                  | CGI                                | Caisse centrale de la mutualité sociale agricole                                   | 63,0          | 1962             | 1er janvier 2019 | LFI 2019                     |
| 48 | Prélèvement complémentaire temporaire 2011-2024 « UEFA Euro 2016 et JO 2024 »                                                                                 | 1609 novovicies                               | CGI                                |                                                                                    |               |                  |                  |                              |
| 49 | Redevance sur les gisements d’hydrocarbures en mer | L132-16-1                                     | Code minier                        | État et Région                                                                     | 0             | 2011             | 1er janvier 2020 | LFI 2020                     |
| 50 | Taxe sur les loyers élevés des logements de petite surface | 234                                           | CGI                                | État                                                                               | 0,29          | 2011             | 1er janvier 2020 | LFI 2020, Art 21             |
| 51 | Cotisation de solidarité à la charge des producteurs de blé et d'orge                                                                                         | 564 quinquies                                 | CGI                                |                                                                                    | 0             | 1969             | 1er janvier 2020 |                              |
| 52 | Contribution due en raison de l'absence d'information à caractère sanitaire dans les messages publicitaires                                                   | 1609 octovicies                               | CGI                                | INPES                                                                              | 0             | 1er janvier 2006 | 1er janvier 2020 |                              |
| 53 | Versement pour dépassement du plafond légal de densité | 1723 octies à quaterdecies                    | CGI                                | Communes                                                                           | 80,0          | 1975             | 30 décembre 2014 | LFR 2014, Art 44             |
| 54 | Taxe spéciale sur les huiles végétales destinées à l'alimentation humaine                                                                                     | 1609 vicies                                   | CGI                                | CCMSA                                                                              | 132,9         | 22 décembre 1962 | 1er janvier 2020 | LFI 2019                     |
| 55 | Taxe sur la publicité télévisée | 302 bis KA                                    | CGI                                | État                                                                               | 11,5          | 1982             | 1er janvier 2020 | LFI 2019, Art 26             |
| 56 | Taxe sur la publicité diffusée par voie de radiodiffusion sonore et de télévision                                                                             | 302 bis KD                                    | CGI                                | État                                                                               | 23,2          | 1987             | 1er janvier 2020 | LFI 2019, Art 26             |
| 57 | Taxe sur la publicité diffusée par les chaînes de télévision                                                                                                  | 302 bis KG                                    | CGI                                | État                                                                               | 13,0          | 2009             | 1er janvier 2020 | LFI 2019, Art 26             |
| 58 | Taxe sur les services d'informations ou interactifs à caractère pornographique                                                                                | 235                                           | CGI                                | État                                                                               |               | 1989             | 1er janvier 2021 | LFI 2020, Art 64             |
| 59 | Prélèvement spécial sur les bénéfices résultant de la vente, la location ou l'exploitation d'œuvres pornographiques ou d'incitation à la violence             | 1605 sexies et suivants                       | CGI                                | CNC                                                                                | 0,1           | 1976             | 1er janvier 2021 | LFI 2020, Art 64             |
| 60 | Taxe spéciale sur les films pornographiques ou d'incitation à la violence                                                                                     | 238 B                                         | CGI                                | Centre national du cinéma et de l'image animée                                     | 0,076         | 1976             | 1er janvier 2021 | LFI 2020, Art 64             |
| 61 | Taxe due par les entreprises de transports publics aériens | 302 bis Z                                     | CGI                                |                                                                                    |               |                  | 1er janvier 2021 | LFI 2020, Art 64             |
| 62 | Cessions à titre onéreux d'un fonds agricole | 732                                           | CGI                                |                                                                                    |               |                  | 1er janvier 2021 | LFI 2020, Art 64             |
| 63 | Cessions de gré à gré d’un navire de pêche artisanale et du matériel servant à son exploitation                                                               | 732 A                                         | CGI                                |                                                                                    |               |                  | 1er janvier 2021 | LFI 2020, Art 64             |
| 64 | Droit sur les déclarations et notifications de produits du tabac                                                                                              | 3512-19                                       | CSP                                | Anses                                                                              | 1             |                  | 1er janvier 2021 | LFI 2020, Art 64             |
| 65 | Prélèvement progressif sur le produit des jeux dans les casinos installés à bord des navires de commerce transporteurs de passagers battant pavillon français | L2333-57                                      | CGCT                               |                                                                                    | 0             |                  | 1er janvier 2021 | LFI 2020, Art 64             |
| 66 | Taxe générale sur les activités polluantes - lubrifiants, huiles et préparations lubrifiantes                                                                 | 266 sexies à quindecies                       | Code des douanes                   | État ADEME                                                                         | 24,9          | 1998             | 1er janvier 2021 | LFI 2020, Art 64             |
| 67 | Taxe sur les produits de vapotage | L3513-12                                      | CSP                                | ANSES                                                                              | 8             | 2016             |                  |                              |
| 68 | Contribution sur les premières ventes de dispositifsmédicaux                                                                                                  | L245-5-5-1                                    | CSS                                | CNAMTS                                                                             | 32,7          | 2000             |                  |                              |
| 69 | Versement pour sous-densité | L331-35 à 331-46                              | Code de l'urbanisme                | Communes                                                                           | 1,0           | 2010             |                  |                              |
| 70 | Contribution de solidarité en faveur des travailleurs privés d'emploi versée par les employeurs du secteur public et parapublic                               | L5423-26 et suivants                          | Code du travail                    |                                                                                    |               |                  |                  |                              |
| 71 | Contribution additionnelle à l'IFER (TFP-AIFER) |                                               |                                    |                                                                                    |               |                  |                  |                              |
| 72 | Taxe sur l'exploration de gîtes géothermiques à haute température (TFP-TEG)                                                                                   |                                               |                                    |                                                                                    |               |                  |                  |                              |
| 73 | Taxe de risque systémique des banques (TFP-RSB) |                                               |                                    |                                                                                    |               |                  |                  |                              |
| 74 | Taxe sur les véhicules de sociétés (TFP-TVS) |                                               |                                    |                                                                                    |               |                  |                  |                              |
| 75 | Contribution à l'audiovisuel public due par les particuliers (PAT-CAP)                                                                                        |                                               |                                    |                                                                                    |               |                  |                  |                              |
| 76 | Impôt de solidarité sur la fortune (PAT-ISF) |                                               |                                    |                                                                                    |               |                  |                  |                              |

## Taxes temporaires
| No | Nom de la taxe                                          | Code / Loi              | Affectataire                            | Recettes (M€) | Création |
| -- | ------------------------------------------------------- | ----------------------- | --------------------------------------- | ------------- | -------- |
| 1  | Contribution exceptionnelle sur les bénéfices de guerre | Loi du 1er juillet 1916 |                                         |               | 1916     |
| 2  | Contribution volontaire de 1926                         |                         |                                         |               | 1926     |
| 3  | Taxe civique                                            | Loi du 4 avril 1926     | État                                    |               | 1926     |
| 4  | Contribution nationale extraordinaire                   |                         |                                         |               | 1938     |
| 5  | Impôt de solidarité nationale                           | Ordonnance n° 45-1820   |                                         | 0,04-0,08     | 1945     |
| 6  | Impôt sécheresse                                        | Loi n° 76-978           | État                                    | 5500          | 1976     |
| 7  | Taxe H1N1                                               | Loi n° 2009-1646        | Caisse nationale de l'assurance maladie | 110           | 2010     |
| 8  | Taxe covid                                              | Loi n° 2020-1576        | Caisse nationale de l'assurance maladie | 1500          | 2020     |